# Amt Kranenburg
Das Amt Kranenburg war bis 1969 ein Amt im Kreis Kleve in Nordrhein-Westfalen. Es ging aus der Bürgermeisterei Kranenburg hervor. Sein Gebiet gehört heute zur Gemeinde Kranenburg im Kreis Kleve.

## Bürgermeisterei Kranenburg

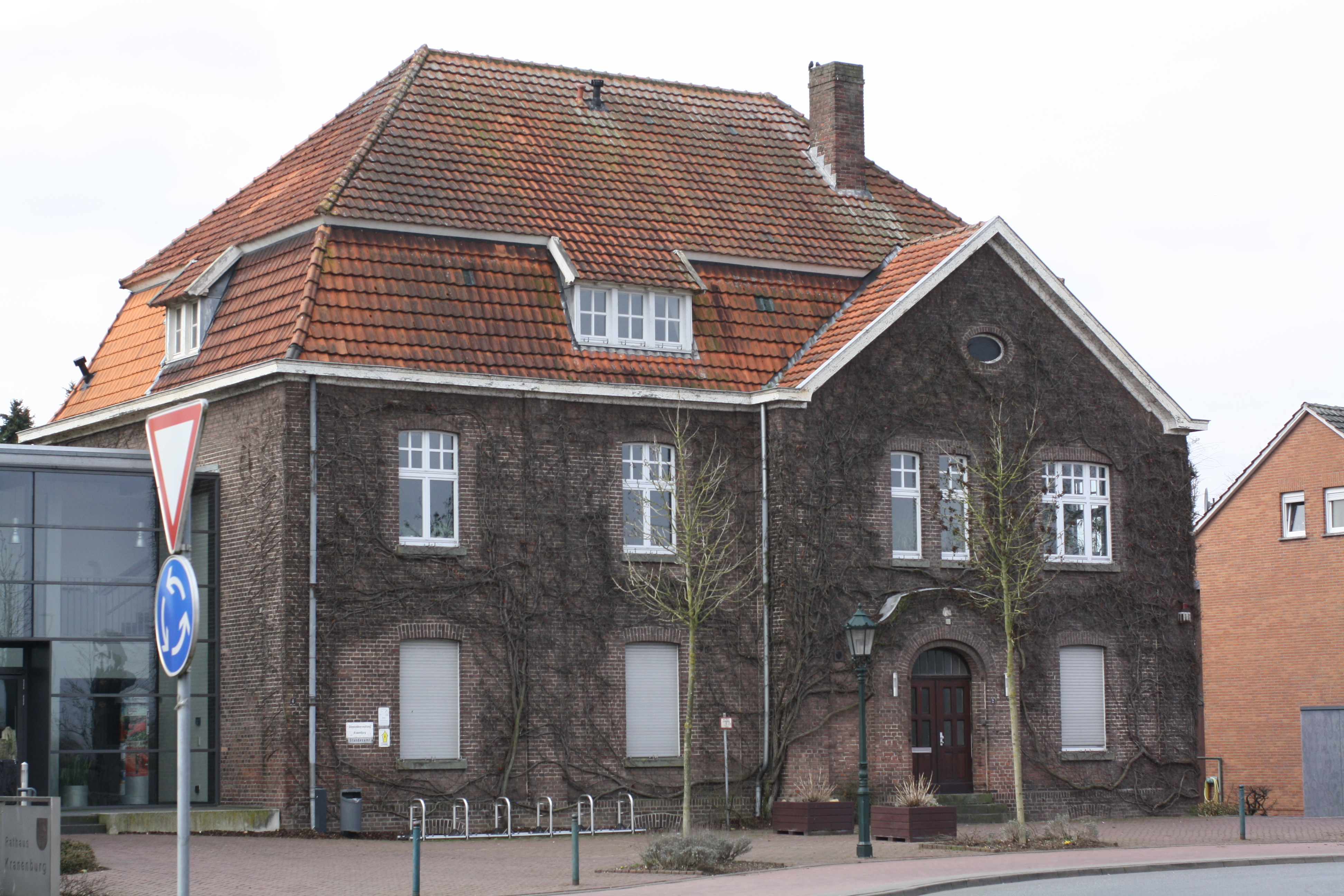
Rathaus Kranenburg

Der Raum Kranenburg gehörte vor der Franzosenzeit zum Herzogtum Kleve, das seit dem 17. Jahrhundert zu Preußen gehörte. Von 1798 bis 1814 stand der linke Niederrhein unter französischer Herrschaft. Während dieser Zeit wurde nach französischem Vorbild die Mairie (Bürgermeisterei) Kranenburg im Kanton Kranenburg des Arrondissements Kleve im Rur-Departement eingerichtet. Nachdem 1814 das Gebiet des Herzogtums Kleve wieder an Preußen gefallen war, kam der Raum Kranenburg zum neuen Kreis Kleve in der Provinz Jülich-Kleve-Berg, der späteren Rheinprovinz. Aus der französischen Mairie wurde die preußische Bürgermeisterei Kranenburg.
Die Bürgermeisterei Kranenburg umfasste nur die Gemeinde Kranenburg, die neben dem Kernort noch die Ortschaften Frasselt, Nütterden, Scheffenthum und Schottheide umfasste. In den 1910er Jahren wurde das heute noch bestehende Rathaus erbaut.
Am Ende des Jahres 1927 wurde die Bezeichnung aller rheinischen Landbürgermeistereien in „Amt“ geändert. Die Bürgermeisterei Kranenburg hieß seitdem Amt Kranenburg. Wie alle preußischen Einzelgemeindeämter wurde das Amt Kranenburg am 1. November 1934 aufgehoben. Kranenburg wurde dadurch zunächst zu einer amtsfreien Gemeinde.

## Amt Kranenburg
Nach dem Ende des Zweiten Weltkriegs wurden 1945 die Verwaltungsstrukturen im Kreis Kleve durch die britischen Besatzungsbehörden geändert. Dabei wurde ein neues Amt Kranenburg geschaffen, nunmehr bestehend aus der Gemeinde Kranenburg sowie den beiden Gemeinden Wyler und Zyfflich aus dem aufgelösten Amt Niel.
Am 1. Juli 1969 wurde das Amt Kranenburg durch das Gesetz zur Neugliederung des Landkreises Kleve aufgelöst. Seine Gemeinden wurden Teil der neuen Gemeinde Kranenburg.

## Einwohnerentwicklung
| Jahr | Bm. Kranenburg | Quelle |
| ---- | -------------- | ------ |
| 1828 | 3267           | [ 7 ]  |
| 1871 | 3115           | [ 3 ]  |
| 1885 | 3069           | [ 8 ]  |
| 1895 | 3045           | [ 9 ]  |
| 1910 | 3831           | [ 10 ] |
| 1933 | 4554           | [ 11 ] |
|      | Amt Kranenburg |        |
| 1950 | 5552           | [ 12 ] |
| 1961 | 6333           | [ 13 ] |